# Toivo Reingoldt
Toivo Walfrid Reingoldt, parfois appelé Ivo Reingoldt, est un nageur finlandais né le 15 mars 1906 à Kotka et mort le 28 septembre 1941 en RSFS de Russie.

## Biographie
Toivo Reingoldt remporte la médaille d'or du 200 mètres brasse aux championnats d'Europe de natation 1931 à Paris.
Il dispute les séries de qualification du 200 mètres brasse aux Jeux olympiques d'été de 1932 à Los Angeles, terminant cinquième de sa course, ce qui est insuffisant pour atteindre la finale.